# Beignets de fleurs de courgette
Les beignets de fleurs de courgette sont une spécialité de la cuisine provençale, du Pays niçois, d'Italie et des pays des Balkans, faits de fleurs de courgettes (ou de courges), enveloppées de pâte à frire.

## Origines
De nombreux légumes venus d’Amérique restèrent longtemps des curiosités botaniques pour les paysans du vieux continent, et la courgette ne s’intègre que progressivement, au XIXe siècle, dans les habitudes culinaires méditerranéennes et nord-européennes.
Cependant, au Moyen Âge et à la Renaissance, les beignets sont plus fréquemment utilisés dans la cuisine méditerranéenne que septentrionale où l’on préfère les crêpes, les deux recettes étant d’origine romaine.
Au XVe siècle, inspiré par les textes de Maestro Martino, un autre célèbre érudit et gastronome italien, Platine, consacre une partie d’un chapitre de son traité De honesta voluptate et valitudine aux recettes des beignets de pommes, de figues, d’amandes pilées, de fleurs de sureau, de feuilles de sauge, de feuilles de laurier et d’herbes amères.
En Italie, où les fleurs de courgettes sont nombreuses, la pâte se confectionne également avec de l'eau minérale gazeuse.

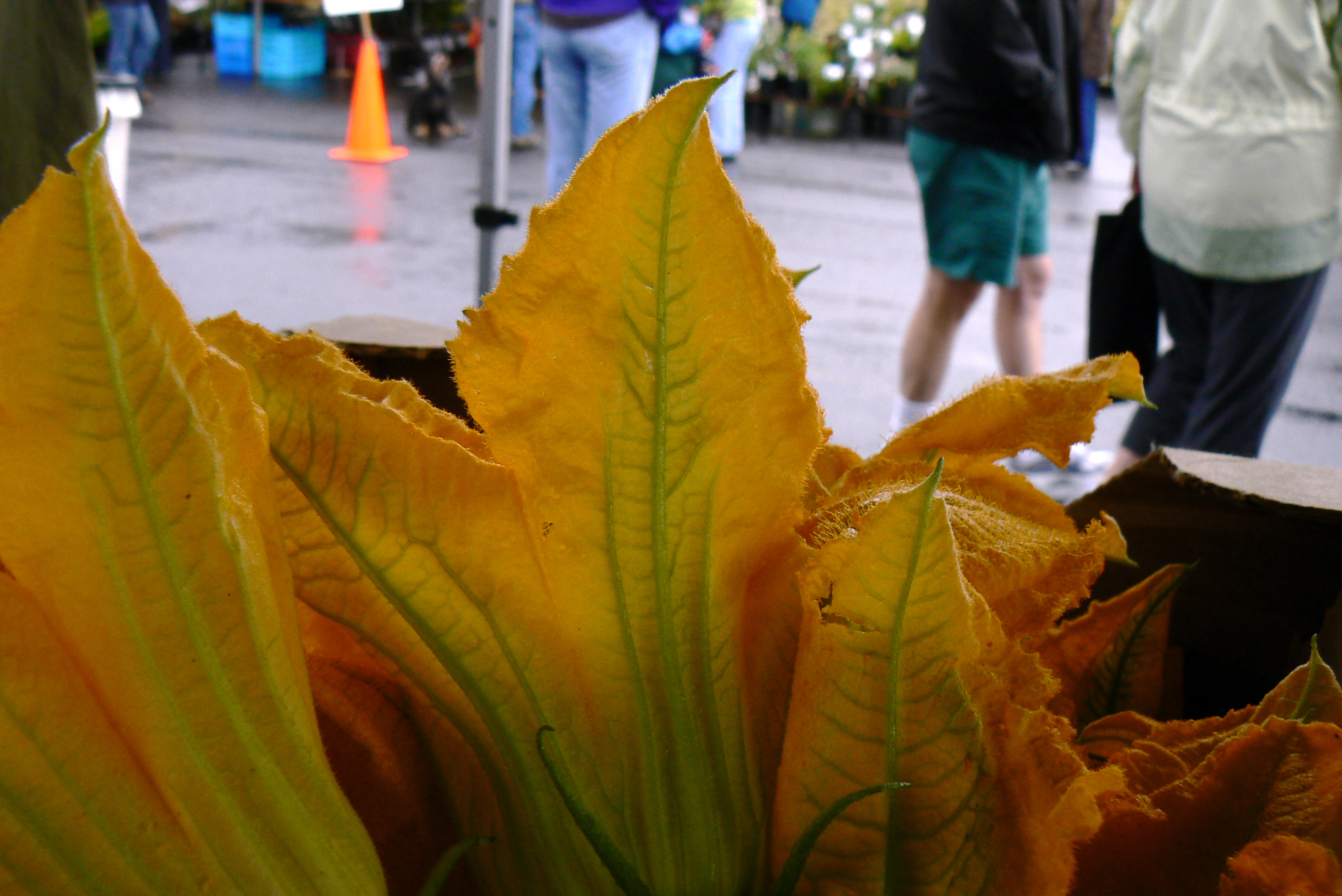
Fleurs de courgette.
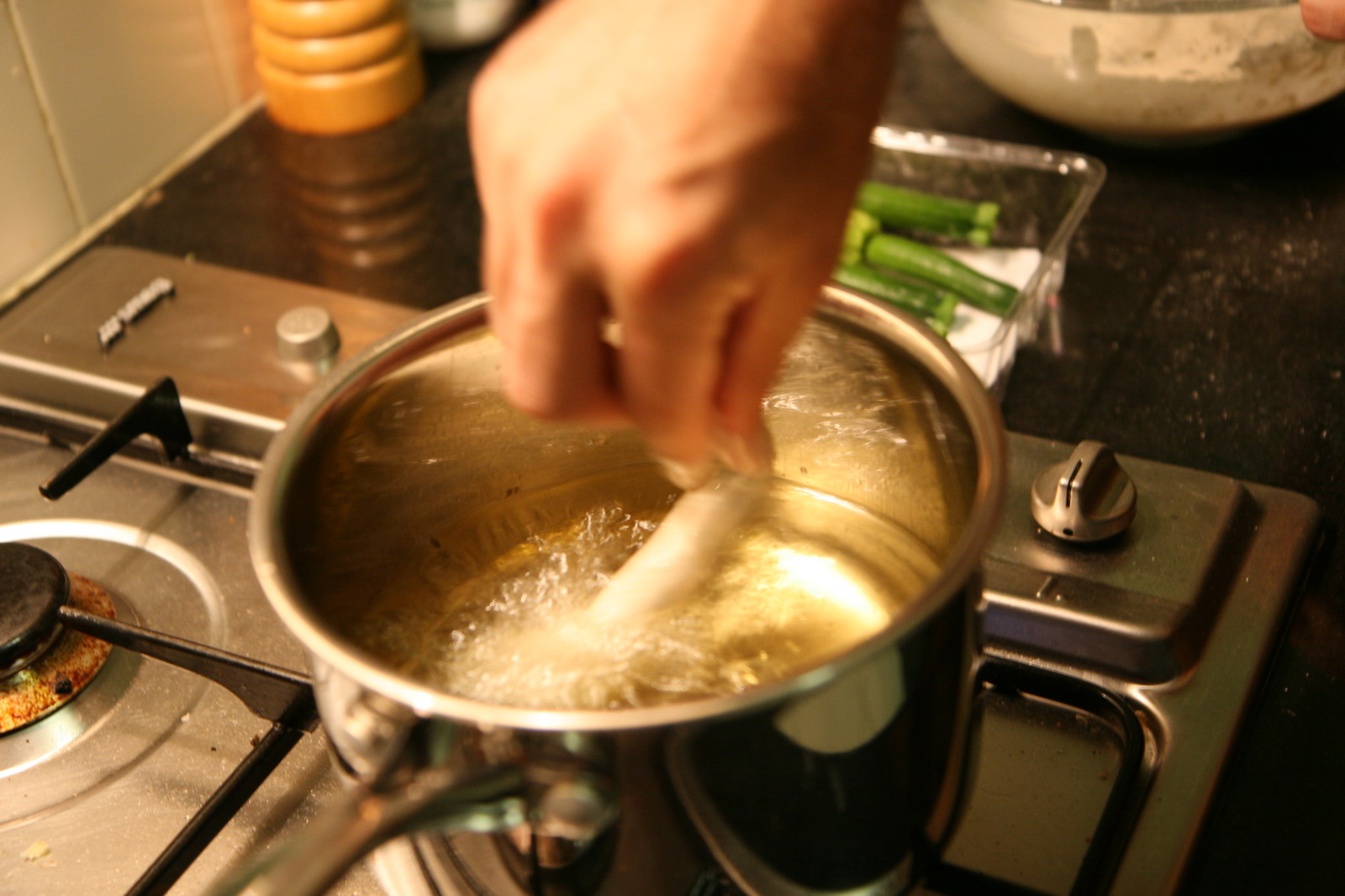
Cuisson du beignet.